# Trandolapril
Trandolapril je ACE inhibitor koji se koristi za tretiranje visokog krvnog pritiska, i niza drugih poremećaja. Ovaj lek je u prodaji pod imenom Mavik.

## Farmakologija
Trandolapril je prolek koji se deesterifikuje do trandolaprilata. Smatra se da ovaj lek deluje kao antihipertenziv putem renin-angiotenzin-aldosteronskog sistema. Trandolapril ima poluživot od oko 6 sati, a trandolaprilat oko 10 sati. Trandolaprilat je osam puta aktivniji od proleka.

## Spoljašnje veze
- [https://web.archive.org/web/20070927011831/http://www.rxabbott.com/pdf/mavik.pdf
- [http://www.rxabbott.com/pdf/tarka.pdf
- [https://web.archive.org/web/20070927235348/http://www.meds-help.com/trandolapril/

|  | Molimo Vas, obratite pažnju na važno upozorenje u vezi sa temama iz oblasti medicine (zdravlja). |